# Momelotinib
Le momelotinib est une molécule en phase de test dans le traitement de la myélofibrose.

## Mode d'action
C'est un inhibiteur des janus kinases 1 et 2 et de l'ACVR1 (en). L'action sur cette dernière permet de réduire la production de l'hepcidine et la séquestration du fer, ce qui joue dans la correction de l'anémie.

## Efficacité
Dans la myélofibrose, en première intention, il permet la même réduction de la taille de la rate avec moins de besoins transfusionnels que le ruxolitinib mais a une moindre efficacité sur les symptômes que ce dernier. En seconde ligne, il n'est pas plus efficace que les traitements habituels. Par rapport au danazol, il est plus efficace sur les symptômes, l'anémie et la réduction de la taille de la rate.